# Thüringer Leberwurst

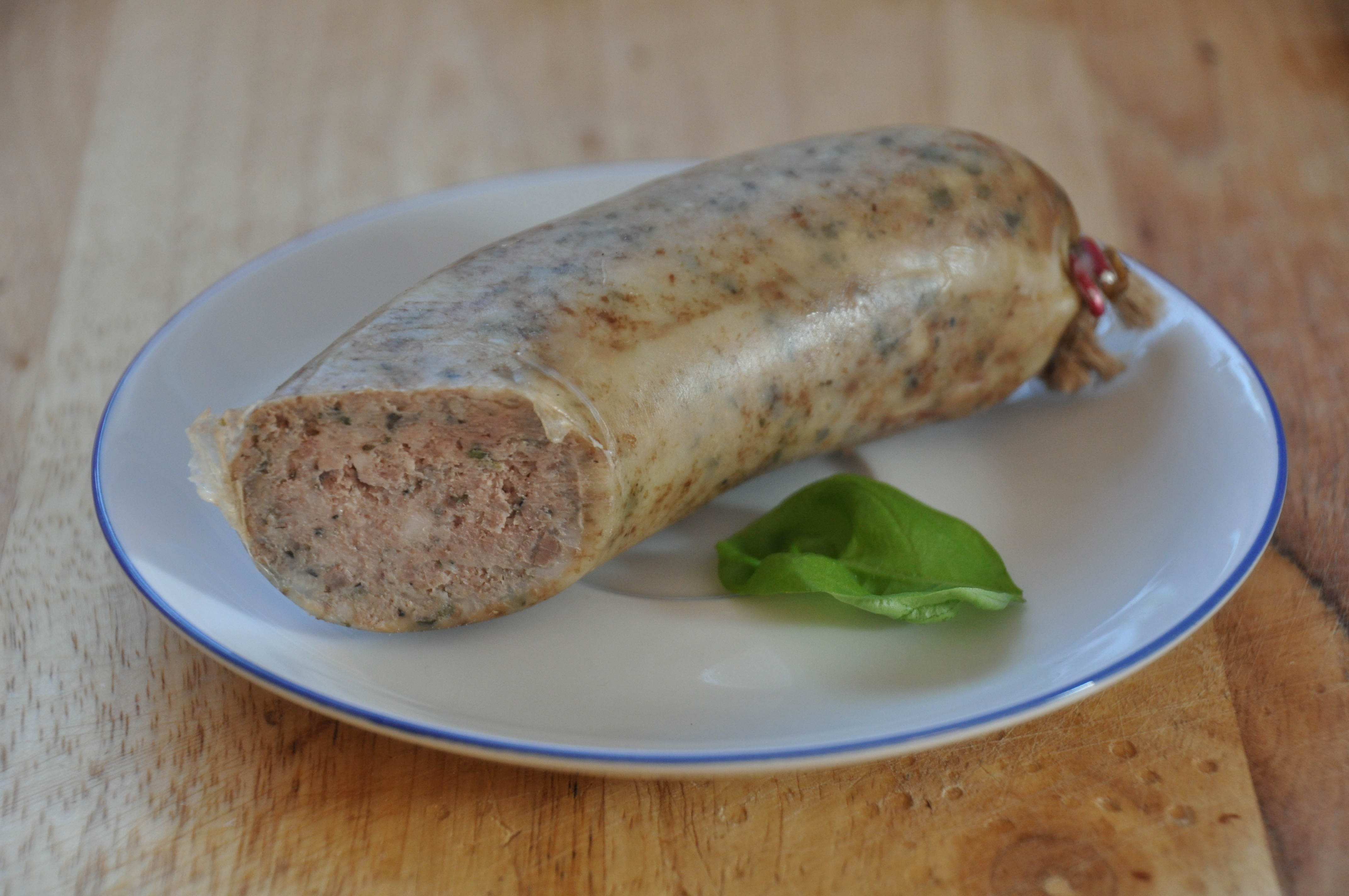
Thüringer Leberwurst, aufgeschnitten

Thüringer Leberwurst ist eine Streichwurst und Kochwurst. Sie besteht aus Schweinefleisch, Schweineleber, Nitritpökelsalz, geschmorten Zwiebeln und einer Gewürzmischung. Der typische Geschmack entsteht durch die Beigabe von  Majoran und gemahlenem Pfeffer sowie durch Räuchern.
Mit der EU-Verordnung Nr. 510/2006 des Rates zum Schutz von geografischen Angaben und Ursprungsbezeichnungen für Agrarerzeugnisse und Lebensmittel wurde die Bezeichnung Thüringer Leberwurst als geografische Herkunftsbezeichnung (g.g.A.) geschützt.

## Herstellung
Aufgrund der geschützten geografischen Herkunftsbezeichnung müssen mindestens 51 Prozent der Rohstoffe aus Thüringen stammen und die gesamte Verarbeitung muss dort stattfinden.
Bei der modernen Herstellung werden zunächst die Gallengänge aus der schlachtfrischen Schweineleber entfernt und die Leber wird gewolft. Mageres Schweinefleisch und entschwarteter Speck oder Wamme werden nun zuerst gepökelt und dann bei 80 °C gebrüht. Das gebrühte Fleisch wird fein gekuttert und gegebenenfalls mit einem Emulgator versetzt. Die vorzerkleinerte Leber wird so lange bei 45–50 °C gekuttert, bis die gewünschte Emulsion erzeugt ist. Nun werden beide Massen vermischt, gewürzt und bei einer Temperatur zwischen 40 und 50 °C in die vorbereiteten Därme abgefüllt. Die abgefüllte Wurst wird im Wasserbad bei 75–78 °C gegart und anschließend bei 25–30 °C über Buchenholz kaltgeräuchert.
Anstatt in Naturdärme kann die Wurst auch in Schraubdeckelgläser oder Dosen abgefüllt werden. Eine Abfüllung in Kunstdärme ist bei echter Thüringer Leberwurst nicht gestattet, als Wursthüllen werden Blasen, Rinderkranzdärme oder Schweinskrausen verwendet.